# Паул Бар
Паул Бар (фр. Paul Bar; 5. новембар 1853 — 26. новембар 1945) је био француски акушер.

## Биографија
Рођен је 5. новембра 1853. у Паризу. Од 1876. радио је у болници и служио као помоћник у породилишту. Следеће године стекао је агрегацију за акушерство на медицинском факултету и сукцесивно радио у болницама Тенон, Сент Луис и Сорбони. Године 1907. постао је професор акушерства на медицинском факултету.
Био је суоснивач Société d'obstétrique de Paris. Године 1926. именован је за председника Медицинске академије.
Био је укључен у све аспекте акушерства, посебно познат по свом раду који укључује еклампсију, близаначке трудноће и краниотомију. По њему је назван акушерски прибор познат као pince de Bar (стезаљка за пупчану врпцу).

## Дела
Његова књига Les méthodes antiseptiques en obstétrique је касније преведена на енглески језик и објављена под насловом Принципи антисептичких метода примењених у акушерској пракси (1887). Остала запажена дела Бара су:
- Leçons de pathologie obstétricale, 1900 – лекције о акушерској патологији.
- La Pratique de l'art des accouchements, 1914 – акушерска пракса.[5]